# Aristolochia pontica
Aristolochia pontica Lam. – gatunek rośliny z rodziny kokornakowatych (Aristolochiaceae Juss.). Występuje naturalnie w Armenii, Gruzji oraz północno-wschodniej części Turcji.

## Morfologia
PokrójBylina o nagich pędach. Dorasta do 30–50 cm wysokości.
LiścieMają owalny kształt. Mają 6–10 cm długości. Nasada liścia ma sercowaty kształt. Całobrzegie, z tępym lub prawie ostrym wierzchołkiem.
OwoceTorebki o jajowatym kształcie. Mają 2–2,5 cm długości.

## Biologia i ekologia
Rośnie w lasach.